# Neprijateljstvo
Neprijateljstvo je izraz koji označava negativan odnos između dva ili više pojedinaca ili skupina. Izraz "neprijatelj" ima i socijalnu funkciju te označavanja određeno stvorenje kao prijetnju.
Označavanje pojedinca ili grupe kao neprijatelja naziva se demonizacija.
Glavna razlika između borbe s protivnikom i borbe s neprijateljem je da se protiv neprijatelja bori i nepoštenim sredstvima.

## Poveznice
- prijateljstvo
- sukob